# Lonchoptera strobli
Lonchoptera strobli är en tvåvingeart som beskrevs av Meijere 1906. Lonchoptera strobli ingår i släktet Lonchoptera och familjen spjutvingeflugor. Inga underarter finns listade i Catalogue of Life.